# 国际趋势
《國際趋势》（International Trends）是一份2002年起發行的俄文學術期刊。該期刊每年出版3次，內容為探討國際關係理論和世界政治。現時，期刊的主編是莫斯科國立國際關係學院的Andrey Baykov。據2011年發佈的期刊引證報告指，《國際動態》的影響因子是0.689。

## 資料來源
1. ↑  Анализ публикационной активности журнала "Международные процессы"

## 外部連結
- 官方网站